# SN 2008co
SN 2008co – supernowa odkryta 26 maja 2008 roku w galaktyce IC2522. W momencie odkrycia miała maksymalną jasność 17,10m.